# پناهگاه صخره‌ای بن بازه ۲
پناهگاه صخره‌ای بن بازه ۲ مربوط به دوران پارینه‌سنگی جدید - هزاره سوم و است و در شهرستان پل‌دختر، بخش مرکزی، دهستان جایدر، روستای چم مهر واقع شده و این اثر در تاریخ ۱۵ دی ۱۳۸۷ با شمارهٔ ثبت ۲۴۲۸۰ به‌عنوان یکی از آثار ملی ایران به ثبت رسیده است.